# Syed Ahmad Khan
Pour les articles homonymes, voir Khan (homonymie).
Syed Ahmad Khan (en ourdou : سید احمد خان), né le 17 octobre 1817 à Delhi, mort le 27 mars 1898 à Aligarh, est un magistrat, éducateur et réformateur islamique de renom, créateur de l'université islamique d'Aligarh à Aligarh, dans l'Uttar Pradesh en Inde.

## Jeunesse
Syed Ahmed Taqvi est né le 17 octobre 1817 à Delhi, capitale de l'Empire moghol à l'époque de l'empereur moghol Akbar II. Sa famille  entretient des contacts étroits avec la cour moghole auprès de laquelle elle a également contracté d'importantes dettes.
Syed Ahmad a vécu à l'époque de la première guerre d'indépendance indienne, forme d'insurrections régionales menées contre l'influence de la Compagnie des Indes orientales. Le pouvoir de l'État moghol, avec un monarque au rôle secondaire, est ainsi réduit au profit de l'Empire britannique.

## Carrière
Syed Ahmed Khan est fondateur de l'Université musulmane d'Aligarh,. Il s'est opposé à l'ignorance, aux superstitions et aux mauvaises coutumes répandues dans la société musulmane indienne. Il pensait fermement que la religion devait s'adapter à son temps, sinon, elle se « fossiliserait », et que les préceptes religieux n'étaient pas immuables. Il a préconisé une approche critique et libérée de la tradition ou de la coutume.

## Les causes de la révolte indienne
Maulana Altaf Hussain Hali a écrit dans une biographie sur Syed :
« Dès que Syed a atteint Moradabad, il a commencé à écrire la brochure intitulée Les causes de la révolte indienne (Asbab-e-Baghawat-e-Hind), dans laquelle il a fait tout son possible pour pardonner au peuple Indien, et en particulier la communauté musulmane, des accusations de mutinerie. Malgré les risques encourus, il dresse un rapport courageux et approfondi des accusations portées contre le gouvernement et réfute la théorie inventée par les Britanniques pour expliquer les causes de la révolte ».
De nombreuses traductions officielles ont été faites du texte en ourdou des causes de la révolte indienne. Celui entrepris par le bureau de l'Inde a fait l'objet de nombreuses discussions et débats. La brochure a également été traduite par le gouvernement indien en association avec plusieurs députés, mais aucune version n'a été proposée au public. Une traduction débutée par un fonctionnaire du gouvernement et achevée par le grand ami de Syed, le colonel G.F.I. Graham, et finalement publié en 1873.

## L'Ai'n-e Akbari
En 1855, il achève l'édition encyclopédique en 5 volumes, bien documentée et illustrée d'Ai'n-e Akbari d'Abul Fazl, œuvre extraordinairement recherchée. Ayant terminé le travail à sa grande satisfaction, et croyant que Mirza Asadullah Khan Ghalib était une personne qui apprécierait ses travaux, Syed Ahmad  approcha le grand Ghalib pour lui écrire un poème élogieux. Mais ce dernier le réprimande pour avoir gaspillé son talent et son temps sur ces choses mortes.
Syed Ahmad Khan n'a plus jamais écrit un mot de louange à l'Ai'n-e Akbari et a en fait renoncé à s'intéresser activement à l'histoire et à l'archéologie. Il a édité deux autres textes historiques au des années suivantes, mais aucun d'eux ne ressemblait à l'Ai'n: un document vaste et triomphaliste sur la gouvernance d'Akbar.

## Le réformateur musulman

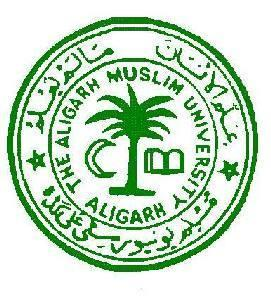
Sceau de l'Université musulmane d'Aligarh.

Il affirme l'accord de la foi et de la raison, entre le Coran et l'esprit scientifique : il « ne peut y avoir de conflit entre l'œuvre de Dieu et la Parole de Dieu. » 
Bien qu'il soit fervent musulman, Syed critique l'influence du dogme traditionnel et de l’extrémisme religieux, qui a rendu la plupart des musulmans indiens méfiants vis-à-vis des influences britanniques. Il fondé une médersa moderne à Muradabad en 1859 : c'est fut l'une des premières écoles religieuses dispensant un enseignement scientifique. Syed a également travaillé sur des causes sociales, aidant à organiser des secours pour les personnes frappées par la famine de la province du Nord-Ouest en 1860. Il a créé une autre école moderne à Ghazipur en 1863.
Lors de son transfert à Aligarh en 1864, Syed  commence à travailler sans compter pour l'éducation et  fonde la Société scientifique d'Aligarh, la première association scientifique du genre en Inde. En s'inspirant de la Royal Society et de la Royal Asiatic Society, Syed réuni des érudits musulmans de différentes parties du pays.

## Le Mouvement ourdou
La controverse hindi-ourdou qui éclate en 1867 a vu l'émergence de Syed comme défenseur du Mouvement ourdou et de cette langue.

## Carrière politique
En 1878, Syed a été nommé au Conseil législatif du Vizir.

## Dernières années et héritage

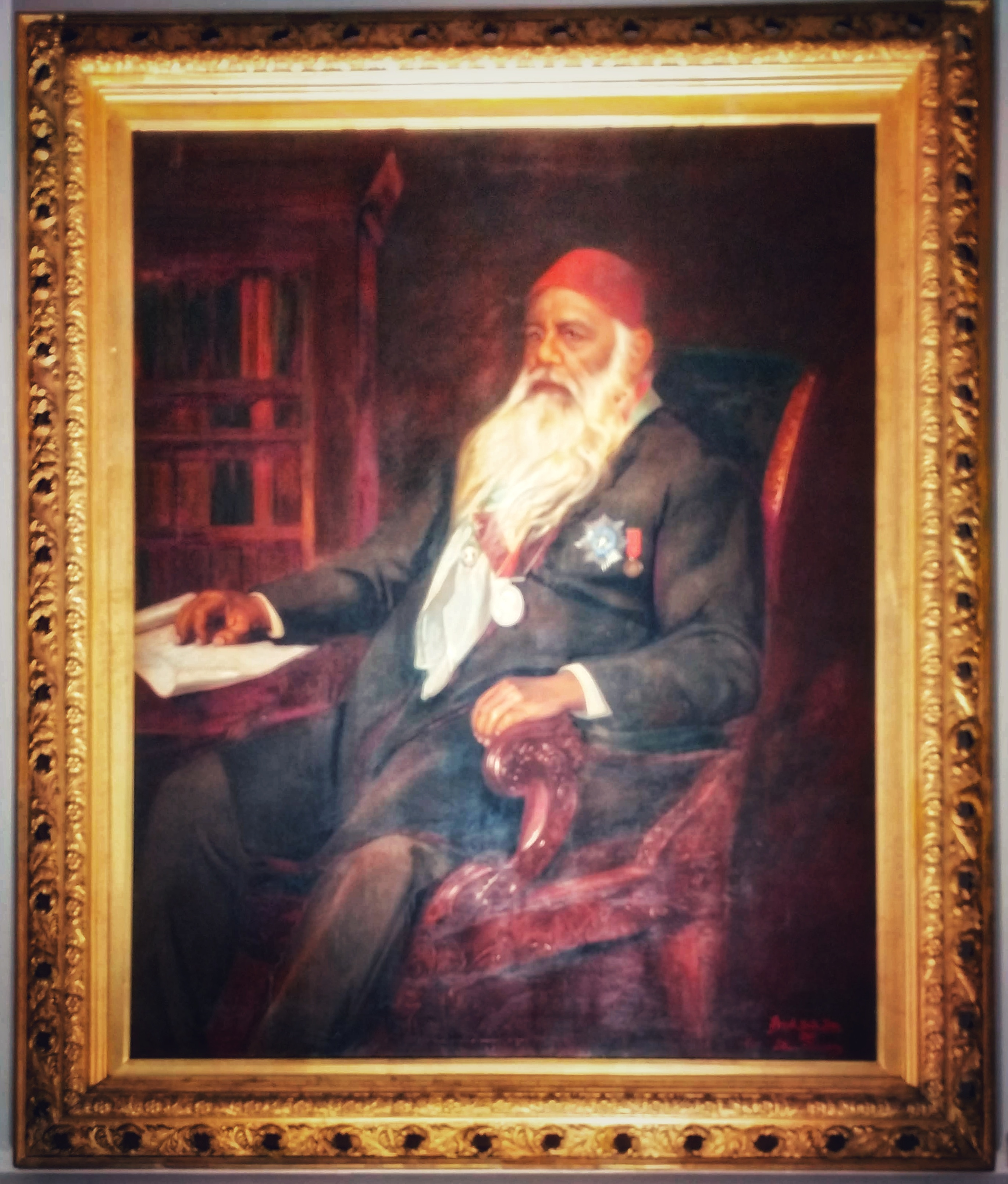
Peinture de Syed Ahmad Khan.

Syed Ahmad est largement commémoré à travers l'Asie du Sud comme un grand réformateur social musulman et visionnaire. Dans le même temps, Syed Ahmad a cherché à allier politiquement les musulmans avec le gouvernement britannique. Fidèle loyal de l'Empire britannique, il a été nommé membre de la Commission de la fonction publique en 1887 par Lord Dufferin. En 1888, il a créé la United Patriotic Association à Aligarh pour promouvoir la coopération politique avec la participation britannique et musulmane au gouvernement britannique.
Aux prises avec des maladies et la vieillesse, il est décédé le 27 mars 1898. Il a été enterré à la mosquée Syed à l'intérieur du campus de l'Université musulmane d'Aligarh.
L'université qu'il a fondée reste l'une des institutions les plus importantes de l'Inde. formant une partie des dirigeants politiques musulmans, comme Mohammad Ali Jouhar, Abdur Rab Nishtar, Shaukat Ali et Maulvi Abdul Haq, qui est salué au Pakistan sous le nom de Baba-e-Urdu (père de l'ourdou). Les deux premiers premiers ministres du Pakistan, Liaquat Ali Khan et Khawaja Nazimuddin, ainsi que le président indien Dr. Zakir Hussain, sont parmi les diplômés les plus célèbres d'Aligarh. En Inde, Syed est commémoré comme un pionnier qui a travaillé pour l'élévation socio-politique des musulmans indiens.

## Distinctions
Syed Ahmad Khan a été désigné membre de l'Université de Calcutta et de l'Université d'Allahabad par le vice-roi en 1876 et 1887.
Il reçoit le titre de «Khan Bahadur»et est fait ensuite chevalier par le gouvernement britannique en 1888 et puis nommé Chevalier Commandeur de l'ordre de l'étoile de l'Inde pour sa fidélité à la couronne britannique. Grâce à son statut de membre du Conseil législatif impérial, il a reçoit l'année suivante un titre honoris causa de l'Université d'Edimbourg.
La poste Indienne a émis des timbres-poste commémoratifs en son honneur en 1973 et 1998. Plus tard, les services postaux du Pakistan ont également émis un timbre-poste commémoratif en son honneur en 1990 dans la série «Pionniers de la liberté».

## Appartenance maçonnique
Il a fait partie de la Grande Loge de l'Inde, sous juridiction de la Grande Loge Unie d'Angleterre, d'Irlande et d'Écosse,.